# Toronto Argonauts
Toronto Argonauts er et professionelt Canadian football-hold, der spiller i Øst-serien i den canadiske liga Canadian Football League (CFL). Holdet blev stiftet i 1873 og er det ældste eksisterende sportshold i Nordamerika, der stadig spiller under samme navn. Holdet spillede oprindelig en modificeret form for rugby, der opstod i Nordamerika i begyndelsen af 1800-tallet. Argonauts har haft hjemmebane på Rogers Centre siden dette stadion blev indviet i 1989.
Toronto Argonauts har vundet Grey Cup-mesterskabet i alt 16 gange, hvilket er rekord. De har spillet i finalen 22 gange. De vandt senest Grey Cup i 2012. Holdet er det mest vindende i CFL med en vinderprocent på (72.7%) Det mest imødesete opgør er mod rivalerne Hamilton Tiger-Cats.